# Arnoud Paashuis
Arnoldus Theodorus Benedictus (Arnoud) Paashuis (Stratum, 7 juli 1912 – Vught, 12 mei 1974) was een Nederlands tekenaar, kunstschilder en glazenier.

## Leven en werk
Paashuis was aanvankelijk huisschilder en liet zich pas later opleiden tot kunstenaar. In 1937, op 25-jarige leeftijd, ging hij lessen volgen aan de Kunstnijverheidsschool te 's-Hertogenbosch, als leerling van Piet Slager jr. en André Verhorst. Twee jaar later schreef hij zich in op de Academie voor Beeldende Kunsten te Rotterdam. Ook hier volgde hij de opleiding twee jaar, tot 1941, waarna hij een aantal maanden studeerde aan de academies van Den Haag en Arnhem. In 1942 debuteerde hij met een expositie in de openbare leeszaal in Den Bosch. Na de Tweede Wereldoorlog ging Paashuis naar Antwerpen, waar hij van 1946 tot 1952 studeerde aan het Nationaal Hoger Instituut voor Schone Kunsten. Hier was hij een leerling van Isidore Opsomer en Albert Saverys. Hij sloot zich aan bij Arti et Amicitiae en de Algemene Katholieke Kunstenaarsvereniging.
Nadat hij zijn opleidingen op 40-jarige leeftijd afrondde verbleef Paashuis gedurende een tiental jaren veel in Spanje en Frankrijk. Hij werkte onder andere in Majorca (1952), op Ibiza (1958), aan de Côte d'Azur (1953), in de Haute Savoy (1954), in Sables d'Ollonne en de Vendée (1955), in Perros Guirec (1956) en ten slotte in Rouaan (1957). Vanaf 1960 tot aan zijn dood woonde en werkte hij in Nederland. 
Als schilder en tekenaar werkte Paashuis naturalistisch, waarbij hij onder meer gebruikmaakte van aquarel-, olieverf- en pasteltechnieken. Hij illustreerde ook boeken, waaronder het Nederlands Sagenboek van Jacques Sinninghe. Hij had een voorkeur voor figuratieve onderwerpen als landschappen, stadsgezichten, danseressen, portretten en stillevens. Ook maakte hij religieus werk als iconen, muurschilderingen en glas-in-loodramen. Het werk van Paashuis werd bekroond met twee prijzen, de Grand Prix Salon du Nu te Parijs in 1957 en twee jaar later de prijs van het Salon du Portrait, eveneens te Parijs.
Zijn werk is opgenomen in onder meer de collecties van het Noord-Brabants Museum en het Vughts Museum.

## Werken (selectie)
- twee glas-in-loodramen (1948) voor het missiehuis van de Sociëteit voor Afrikaanse Missiën in Cadier en Keer
- portret van koningin Juliana (1955) voor het gemeentehuis in Sint-Michielsgestel
- glas-in-loodramen (1964) voor de priorij Regina Pacis in Valkenburg[6]
- muurschildering gymnastieklokaal in Wanroij
- glas-in-loodramen voor de Sint-Antoniuskerk in Eerde
- drie glas-in-loodramen voor de apsis van de Sint-Servatiuskerk in Wijbosch (gesloten in 2012)
- decoratie van het orgel van de Sint-Servatiuskerk in Lieshout